# August Nebe (Theologe)
Johann August Nebe (* 14. März 1826 in Koblenz; † 10. April 1895 in Roßleben) war ein deutscher evangelischer Theologe und Heimatforscher.

## Leben und Wirken
Nebe wurde als Sohn des Garnisonspredigers Johann Friedrich Nebe geboren, der 1832 Pfarrer in Roßleben wurde. Nebe gelangte so vom Rhein nach Thüringen. Er besuchte ab 1838 die Klosterschule Roßleben und ab 1844 die Universität Halle, an der er Theologie studierte. 1847 wechselte er an die Universität Berlin, wo er die Märzkämpfe 1848 erlebte.
Im Dezember 1848 legte er in Halle sein erstes theologisches Examen und im April 1850 sein zweites Examen ab. Im Juli 1852 wurde er in Kirberg als Hilfsprediger ordiniert. Im März 1853 übernahm er vertretungsweise die zweite Pfarrstelle in Herborn, wo er vor allem für die äußere Mission wirkte. 1855 übernahm er endgültig die zweite Pfarrstelle in Herborn und lehrte nassauische Kirchengeschichte am dortigen Seminar. Ab 1859 lehrte er auch Glaubens- und Sittenlehre. 1861 rückte er nach dem Tod der ersten Pfarrers auf dessen Stelle auf und übernahm am Seminar auch die erste Professur. Mit der Übernahme des Amtes des Dekans der Bezirke Dillenburg und Herborn legte er die Leitung der Herborner Realschule nieder, wurde aber Mitglied der theologischen Prüfungskommission in Wiesbaden.
Anfang Mai 1870 siedelte Nebe als Nachfolger seines Vaters nach Roßleben über, wo er bis zu seinem Lebensende als Pfarrer wirkte.
Nebe war Mitglied im Nassauischen Altertumsverein und aktives Mitglied im Harz-Verein für Geschichte und Altertumskunde, deren Zeitschrift er mehrere heimatgeschichtliche Aufsätze beisteuerte.

## Familie
Er war mit Lina Keßler, der Tochter des Professor Keßler in Roßleben verheiratet, mit der er sieben Kinder hatte.

## Auszeichnungen
In Anerkennung seiner außerordentlichen Leistungen wurde er 1868 mit dem Roten Adlerorden 4. Klasse ausgezeichnet. Die Theologische Fakultät der Universität Marburg ernannte ihn zum Doktor der Theologie.

## Werke
- Die evangelischen und epistolischen Perikopen des Kirchenjahres. 6 Bde., Wiesbaden 1869 Digitalisat.
- Die Leidensgeschichte unsers Herrn Jesu Christi nach den vier Evanglien. 2 Bde., 1881.
- Das Unstruttal im 30jährigen Krieg, in: Zeitschrift des Harzvereins für Geschichte und Alterthumskunde 1885
- Die Drangsale des mittleren Unstruttales während des 30jährigen Krieges, in: Zeitschrift des Harzvereins für Geschichte und Alterthumskunde 1885
- Geschichte der Stadt Freiburg und des Schlosses Neuenburg, in: Zeitschrift des Harzvereins für Geschichte und Alterthumskunde 1886
- Geschichte des Klosters Oldisleben, in: Zeitschrift des Harzvereins für Geschichte und Alterthumskunde 1887
- Uichtritz, Zur Geschichte eines Dörfleins in der Zeit des dreißigjährigen Krieges, in: Neue Mitteilungen aus dem Gebiete historisch-antiquarischer Forschungen, 1874, S. 314ff
- Wendelstein: Vortrag am 13. Juni 1878 in der Litteraria 1878
- Geschichte des Schlosses und der Stadt Allstedt, in: Zeitschrift des Harzvereins für Geschichte und Alterthumskunde, Bd. 20, 1887, S. 18–95
- Geschichte des Klosters Rossleben, in: Zeitschrift des Harzvereins für Geschichte und Alterthumskunde 1885
- Die Pfalzgrafen von Putelendorp und Sommerschenburgk, in: Zeitschrift des Harzvereins für Geschichte und Alterthumskunde 1878
- Von Naumburg bis Artern – Historische Wanderung von der Unstrutmündung bis Artern, erschienen als 2. Beilage zu Nr. 229 des "Naumburg Kreisblattes" am Tag der Eröffnung der Unstrutbahn, am 1. Oktober 1889.